# Cerqueira César
Pour les articles homonymes, voir Cerqueira César (quartier de São Paulo).
Cerqueira César est une municipalité brésilienne de l'État de São Paulo et la Microrégion d'Avaré.

## Démographie
| Évolution de la population (municipalité) | Évolution de la population (municipalité) | Évolution de la population (municipalité) | Évolution de la population (municipalité) |
| Année                                     | Population                                |                                           | %±                                        |
| ----------------------------------------- | ----------------------------------------- | ----------------------------------------- | ----------------------------------------- |
| 1920                                      | 9 202                                     |                                           |                                           |
| 1940                                      | 12 007                                    |                                           | 30,5%                                     |
| 1950                                      | 9 019                                     |                                           | −24,9%                                    |
| 1960                                      | 11 595                                    |                                           | 28,6%                                     |
| 1970                                      | 9 564                                     |                                           | −17,5%                                    |
| 1980                                      | 10 726                                    |                                           | 12,1%                                     |
| 1991                                      | 12 852                                    |                                           | 19,8%                                     |
| 2000                                      | 15 144                                    |                                           | 17,8%                                     |
| 2010                                      | 17 532                                    |                                           | 15,8%                                     |
| 2022                                      | 21 469                                    |                                           | 22,5%                                     |
| ,                                         |                                           |                                           |                                           |